# Tetrica viridimixta
Tetrica viridimixta är en insektsart som beskrevs av William Lucas Distant 1906. Tetrica viridimixta ingår i släktet Tetrica och familjen sköldstritar. Inga underarter finns listade i Catalogue of Life.